# Elstir
Elstir est un personnage d'À la recherche du temps perdu de Marcel Proust. Il est la figure du peintre idéal pour le Narrateur comme l'est Vinteuil pour la musique, ou Bergotte pour la littérature. « Si Dieu le Père avait créé des choses en les nommant, c'est en leur ôtant leur nom ou en leur en donnant un autre qu'Elstir les recréait » (Proust II, 191).

## Présentation dans le roman

### La rencontre avec le narrateur à Balbec
Le narrateur fait la connaissance d'Elstir dans le restaurant de Rivebelle, ville proche de Balbec, un peintre impressionniste, inspiré de Monet, Renoir, Helleu, Manet, Whistler (à qui il devrait son nom par anagramme approximative) et surtout Boudin, l'aîné de la peinture impressionniste. Elstir enseignera au narrateur comment regarder les choses d'un regard nouveau, avec une réalité subjective notamment lorsque Proust décrit le tableau du port de Carquethuit dans lequel Elstir mélange terre et mer. C'est aussi lui qui nomme Albertine Simonet au narrateur lors de son premier voyage à Balbec, mais tandis que le narrateur espérait être présenté à elle et à la bande, lors d'une promenade, Elstir ne le présente pas et ce n'est qu'en insistant que le peintre se fait l'intermédiaire entre le narrateur et la jeune fille.

### Le peintre et la vie mondaine
Il a fréquenté le salon de Madame Verdurin, sous le nom de Biche, mais s'en est détaché. Celle-ci prétend lui avoir appris à reconnaître les différentes fleurs qu'il ne savait pas distinguer avant de la connaître et dit de lui au narrateur qu'il était « excessivement bête »,. Son talent n'en est pas moins reconnu par les Verdurin, qui possèdent encore ses toiles et n'hésitent pas à les montrer au narrateur, cette reconnaissance est telle qu'à la mort de M.Verdurin, Elstir est le seul à être chagriné. Il a d'ailleurs peint Odette de Crécy, future Mme Swann à cette époque, dans un portrait androgyne intitulé : Miss Sacripant.

## Interprète
- Jean-Claude Drouot dans À la recherche du temps perdu de Nina Companeez (2011)